# Confissões Helvéticas
Confissões Helvéticas são dois documentos que expressam a crença comum das Igrejas Reformadas da Suíça.

## Histórico
A Primeira Confissão Helvética (em latim: Confessio Helvetica prior), também conhecida como Segunda Confissão de Basileia, foi elaborada na cidade em 1536 por Heinrich Bullinger (1504-1575) e Leo Jud (1482-1542) de Zurique, Kaspar Megander de Berna, Oswald Myconius e Simon Grynaeus de Basileia, Martin Bucer e Wolfgang Capito de Estrasburgo, com outros representantes de Schaffhausen, St. Gall, Mülhausen e Biel. O primeiro rascunho foi escrito em latim e os delegados de Zurique se opuseram à sua fraseologia luterana. No entanto, a tradução alemã de Leo Jud foi aceita por todos e, depois que Myconius e Grynaeus modificaram a forma latina, ambas as versões foram acordadas e adotadas em 26 de fevereiro de 1536.
A Segunda Confissão Helvética (em latim: Confessio Helvetica posterior) foi escrita por Bullinger em 1562 e revisada em 1564 como um exercício privado. Chegou ao conhecimento do eleitor palatino Frederico III, que traduziu para o alemão e publicou. Foi atraente para alguns líderes reformados como uma correção daquilo que consideraram como declarações excessivamente luteranas do Consenso de Estrasburgo. No início de 1566, foi feita uma tentativa de fazer com que todas as igrejas da Suíça assinassem a Segunda Confissão Helvética como uma declaração comum de fé. Ganhou um suporte favorável sobre as igrejas suíças, que consideraram a Primeira Confissão muito curta e muito luterana. No entanto, "o clero da Basileia se recusou a assinar a confissão, afirmando que, embora não tenham encontrado falhas, preferiram manter-se na Confissão de Basileia de 1534".
Foi adotada pela Igreja Reformada, não só na Suíça, mas na Escócia (1566), Hungria (1567), França (1571), Polônia (1578), e após a Confissão de Fé de Westminster, a Confissão de Fé Escocesa e o Catecismo de Heidelberg, é a confissão mais geralmente reconhecida da Igreja Reformada.